# ジョーダンヒル駅
ジョーダンヒル駅(英語：Jordanhill railway station)は、イギリス・グラスゴーのジョーダンヒル地域にある鉄道駅である。
スコットランド政府（Scottish Government,旧Scottish Executive）の交通行政局（Transport Scotland）の監督下、ファースト・スコットレールが実際の管理・運営をしている（駅コード"JOR"）。アーガイル線（英語版）とノース・クライド線（英語版）の停車駅。
ストラススクライド大学ジョーダンヒル・キャンパスと、ジョーダンヒル学校への最寄り駅であり、グラスゴー西部の主要道であるクロー・ロードを跨いでいる。また、クライド・トンネルへの主要経路である。
駅のイギリス・グリッド番号（Grid reference）はNS546679。グラスゴーでの郵便番号は"G11 7DW"。

## 歴史
この駅は1887年8月1日、グラスゴー・ヨーカー・アンド・クライドバンク鉄道の一駅として開業した。新しい近郊鉄道スタイルのモジュラー構造駅舎が建設されたが、これらの建設は1895年までに完了しなかった。駅敷地の一部はもとレンガ・タイル工場の跡地であるが、もともとジョーダンヒル地域は19世紀の終わり頃は職人と炭坑夫の街であった。駅は地方産業に従事する周辺の居住者に利便をもたらした。この駅ができるまでは、グラスゴー中心部に出るためにヒルヘッド駅かパートリック駅まで歩かなければならなかった。
この線区の周辺地域はすでに開発されており、駅の開業は有効にその不便さを解消した。ホワイトインチ鉄道（英語版）とストブクロス鉄道（英語版）はともに1874年に開通したが、ジョーダンヒルには駅が作られなかった。ホワイトインチ・ビクトリアパーク駅（英語版）との連絡線運行が1897年から始まったが、これは1951年に終了した。貨物列車のための連絡線は、1967年に閉鎖された。この連絡線は、その約半分の距離がビクトリア・パークからジョーダンヒル駅までの自然遊歩道に切り替えられた。
1898年1月15日、ホワイトインチ・ハリアーズ・ランニング・クラブのJ.ジョンストンが、駅の西側を横断中に列車に撥ねられ死亡した。長年の間、小さな慰霊碑が建っていた。
1932年12月28日、操業中のグレート・ウェスタン・スチーム・ランドリーの横で、石炭を積載した17輌編成の貨物列車のうち貨車9輌が脱線、他の客車に衝突して石炭が散乱する事故が発生した。
深刻な事故が1980年4月28日に発生した。ジョーダンヒル駅を出発してすぐのハインドランド・ジャンクションで、ダルミューア発マザーウェル行きの3輌編成の列車（乗客80名）が全車輌脱線し、15名が重軽傷を負い（うち9名が女性、6名が男性）、近くの病院に搬送された。

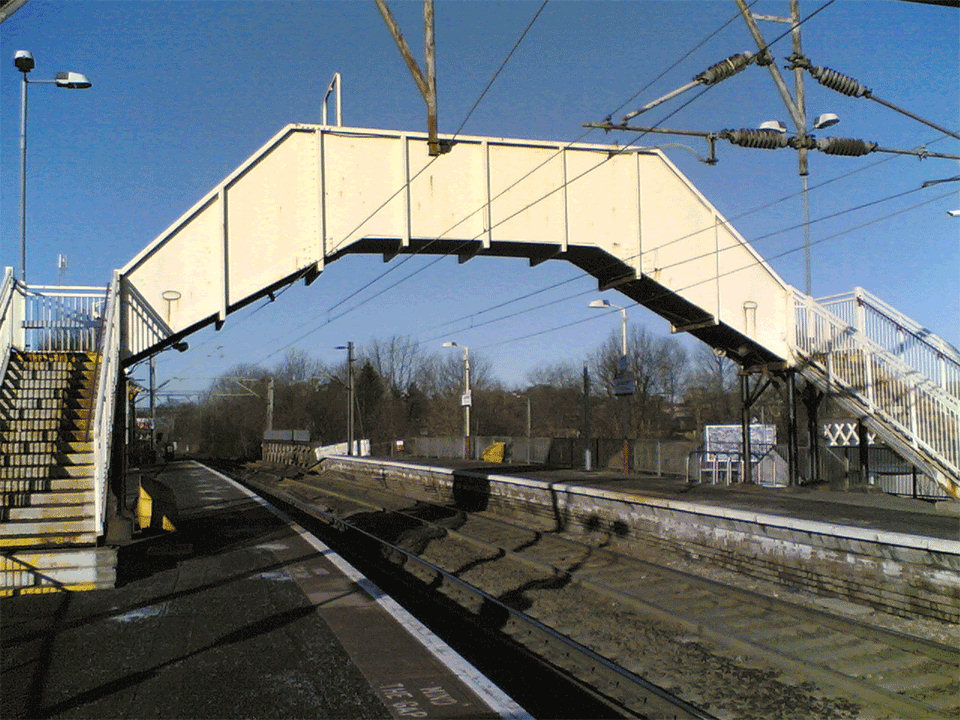
ホーム間の跨線橋

1998年、ストラスクライド旅客交通（Strathclyde Passenger Transport、SPT）は、ジョーダンヒル駅をウェストブレイ通りの西へ移転する計画立案に着手した。2002年12月、スコットランド行政部は駅の移転も含めた都市再開発計画を発表した。プロジェクト総額は200万ポンド（約4億円）相当である。2004年までに、SPTはこの駅の移転を、計画優先順位3位以内と位置づけ、またグラスゴー市議会はこれを「優先事項」と位置づけた。
既存の駅をそのまま営業する代案も保留されているが、多数の営業者はウェストブレイ・ドライヴ新駅のみを主眼においている。この提案は2001年8月のグラスゴー市議会議長チャーリー・ゴードンによるもので、（現存の）ジョーダンヒル駅はストラスクライド大学ジョーダンヒル・キャンパスへの通学に至便であるという旨の発言がある。提案内容は、新駅を500ヤード（約460m）だけ移転させるというものである。
もしグラスゴーがコモンウェルスゲームズの招致に成功した場合、ジョーダンヒル駅は3億ポンド（約6億1,200万円）をかけて旧計画により再建されることになる。

## 営業

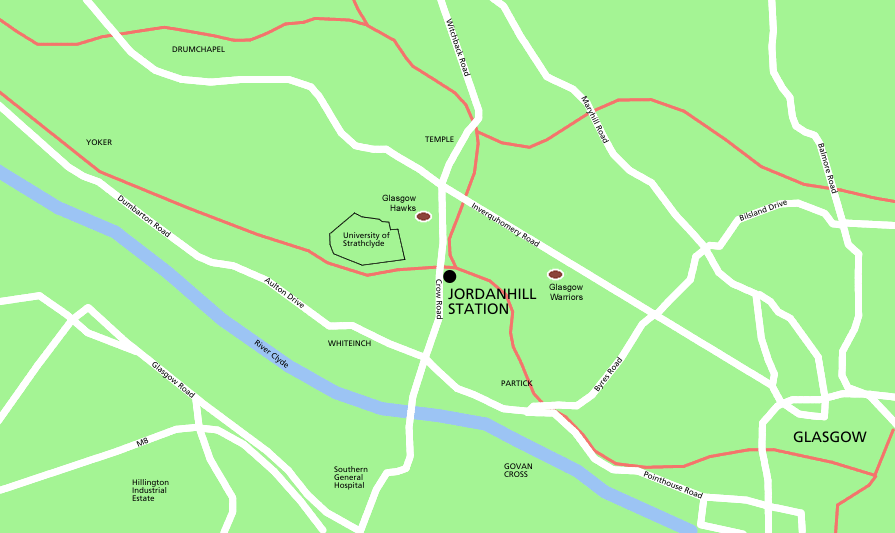
ジョーダンヒル駅はストラスクライド大学のすぐ近くに位置する

この駅はアーガイル線の一部、グラスゴー中央駅とアンダーストン駅（英語版）の中間駅として、グラスゴーのビジネス街・金融街への通勤に使われる。標準的な1時間あたりの運行形態は、クライドバンク駅経由ダルミューア駅行きが4本、グラスゴー中央駅経由クライドバンク駅行きが2本、そしてグラスゴー・クイーンストリート駅経由スプリングバーン駅行きが2本である。鉄道戦略庁（Strategic Rail Authority, SRA）の2002/3会計年度の統計では、乗車85,861名、降車94,613名となっている。
この駅には長年切符売り場がないが、自動券売機がある。経費節減のため、2003年末までにSPTにより10駅に設置されたもののうちの一つであり、これにより年間200万ポンド（約4億円）が節約できた。ホームはどちらも高架になっており、双方のホームへの階段があるほか、ホーム相互を結ぶ跨線橋（徒歩連絡橋）が設置されている。

## 最寄りの施設
- Firhill Stadium - Glasgow Warriors（プロ・ラグビー・チーム「グラスゴー・ウォリアーズ」）
- New Anniesland - Glasgow Hawks（プロ・ラグビー・チーム「グラスゴー・ホークス」）
- University of Strathclyde（ストラスクライド大学）

## ギャラリー

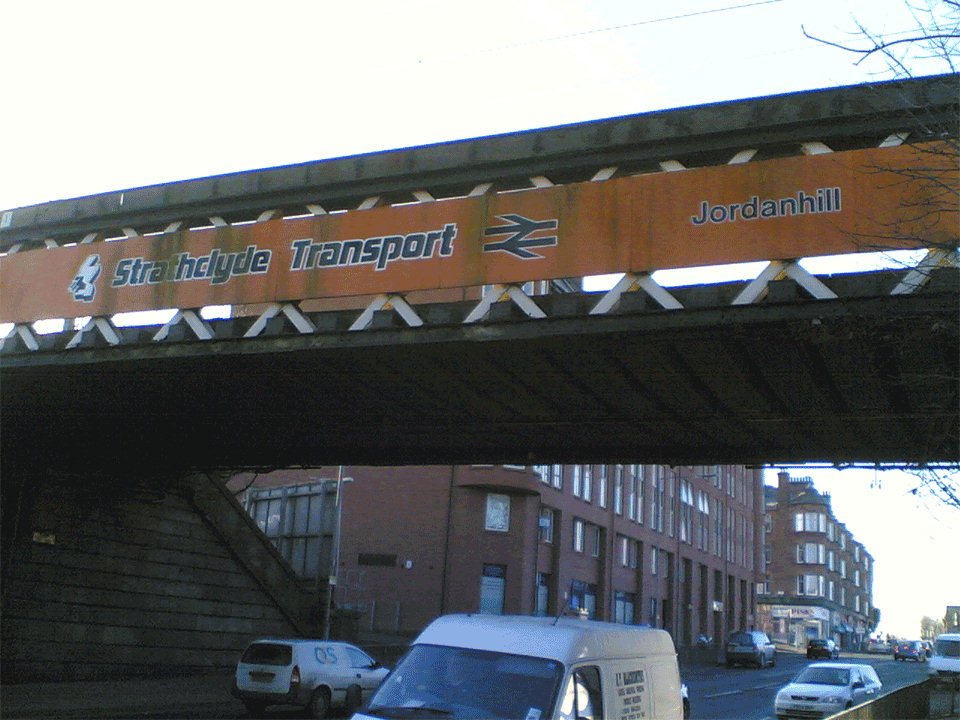
クロウ・ロードを跨ぐジョーダンヒル駅。ストラスクライド交通のロゴが見える
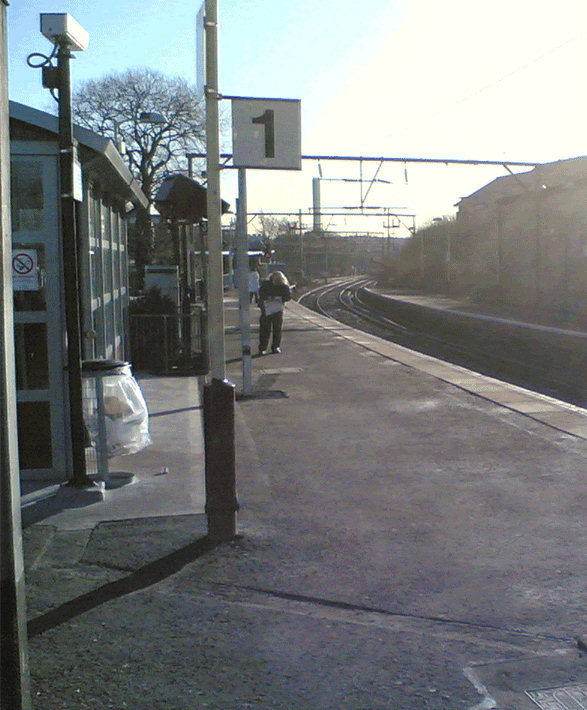
プラットホームの一つ、東側ハインドランド方面に向かって撮影
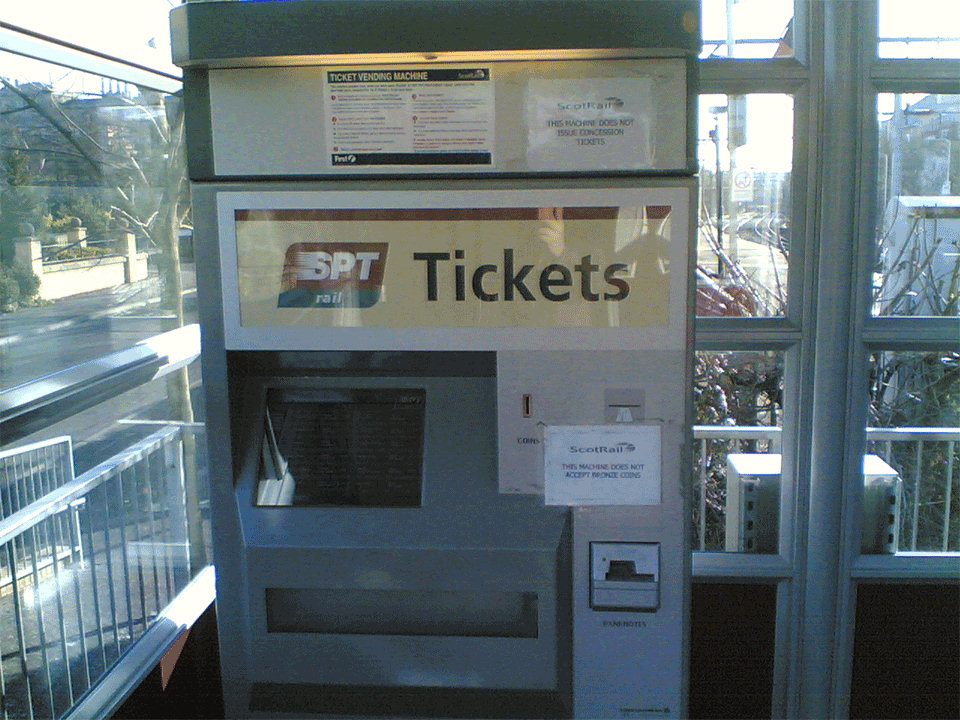
自動券売機

## 隣の駅
ナショナル・レール
■ファースト・スコットレール
アーガイル線
ハインドランド駅 - ジョーダンヒル駅 - スコッツタウンヒル駅
ベルファスト=デリー線
ハインドランド駅 - ジョーダンヒル駅 - スコッツタウンヒル駅